# Bandeira da Organização dos Países Exportadores de Petróleo
A Bandeira da Organização dos Países Exportadores de Petróleo é um dos símbolos oficiais da referida organização, tendo sido adotada em 1970

## Descrição
Seu desenho consiste em um retângulo de proporção larguira-comprimento de 3:5 de fundo azul com emblema da organização na cor branca. O emblema é formado a partir das letras "OPEC" estilizadas. Esta sigla vem de Organization of Petroleum Exporting Countries, que é nome da organização em inglês, sua língua oficial.